# Can't Fight the Moonlight
Can't fight the moonlight is een single en hit van de Amerikaanse zangeres LeAnn Rimes. Het is na How do I live haar tweede hit in Nederland. De single bereikte in december 2000 de eerste plaats in de Nederlandse Top 40.
De single komt van de soundtrack van de film Coyote Ugly, waar Rimes zelf ook in te zien is.
| Can't fight the moonlight in de Nederlandse Top 40 - binnen: 25 november 2000 | Can't fight the moonlight in de Nederlandse Top 40 - binnen: 25 november 2000 | Can't fight the moonlight in de Nederlandse Top 40 - binnen: 25 november 2000 | Can't fight the moonlight in de Nederlandse Top 40 - binnen: 25 november 2000 | Can't fight the moonlight in de Nederlandse Top 40 - binnen: 25 november 2000 | Can't fight the moonlight in de Nederlandse Top 40 - binnen: 25 november 2000 | Can't fight the moonlight in de Nederlandse Top 40 - binnen: 25 november 2000 | Can't fight the moonlight in de Nederlandse Top 40 - binnen: 25 november 2000 | Can't fight the moonlight in de Nederlandse Top 40 - binnen: 25 november 2000 | Can't fight the moonlight in de Nederlandse Top 40 - binnen: 25 november 2000 | Can't fight the moonlight in de Nederlandse Top 40 - binnen: 25 november 2000 | Can't fight the moonlight in de Nederlandse Top 40 - binnen: 25 november 2000 | Can't fight the moonlight in de Nederlandse Top 40 - binnen: 25 november 2000 | Can't fight the moonlight in de Nederlandse Top 40 - binnen: 25 november 2000 | Can't fight the moonlight in de Nederlandse Top 40 - binnen: 25 november 2000 | Can't fight the moonlight in de Nederlandse Top 40 - binnen: 25 november 2000 | Can't fight the moonlight in de Nederlandse Top 40 - binnen: 25 november 2000 | Can't fight the moonlight in de Nederlandse Top 40 - binnen: 25 november 2000 |
| Week                                                                          | 1                                                                             | 2                                                                             | 3                                                                             | 4                                                                             | 5                                                                             | 6                                                                             | 7                                                                             | 8                                                                             | 9                                                                             | 10                                                                            | 11                                                                            | 12                                                                            | 13                                                                            | 14                                                                            | 15                                                                            | 16                                                                            |                                                                               |
| ----------------------------------------------------------------------------- | ----------------------------------------------------------------------------- | ----------------------------------------------------------------------------- | ----------------------------------------------------------------------------- | ----------------------------------------------------------------------------- | ----------------------------------------------------------------------------- | ----------------------------------------------------------------------------- | ----------------------------------------------------------------------------- | ----------------------------------------------------------------------------- | ----------------------------------------------------------------------------- | ----------------------------------------------------------------------------- | ----------------------------------------------------------------------------- | ----------------------------------------------------------------------------- | ----------------------------------------------------------------------------- | ----------------------------------------------------------------------------- | ----------------------------------------------------------------------------- | ----------------------------------------------------------------------------- | ----------------------------------------------------------------------------- |
| Nummer                                                                        | 34                                                                            | 13                                                                            | 3                                                                             | 1                                                                             | 1                                                                             | 1                                                                             | 1                                                                             | 2                                                                             | 3                                                                             | 5                                                                             | 11                                                                            | 10                                                                            | 14                                                                            | 21                                                                            | 27                                                                            | 33                                                                            | uit                                                                           |

| Can't fight the moonlight in de Mega top 100 - binnen: 25 november 2000 | Can't fight the moonlight in de Mega top 100 - binnen: 25 november 2000 | Can't fight the moonlight in de Mega top 100 - binnen: 25 november 2000 | Can't fight the moonlight in de Mega top 100 - binnen: 25 november 2000 | Can't fight the moonlight in de Mega top 100 - binnen: 25 november 2000 | Can't fight the moonlight in de Mega top 100 - binnen: 25 november 2000 | Can't fight the moonlight in de Mega top 100 - binnen: 25 november 2000 | Can't fight the moonlight in de Mega top 100 - binnen: 25 november 2000 | Can't fight the moonlight in de Mega top 100 - binnen: 25 november 2000 | Can't fight the moonlight in de Mega top 100 - binnen: 25 november 2000 | Can't fight the moonlight in de Mega top 100 - binnen: 25 november 2000 | Can't fight the moonlight in de Mega top 100 - binnen: 25 november 2000 | Can't fight the moonlight in de Mega top 100 - binnen: 25 november 2000 | Can't fight the moonlight in de Mega top 100 - binnen: 25 november 2000 | Can't fight the moonlight in de Mega top 100 - binnen: 25 november 2000 | Can't fight the moonlight in de Mega top 100 - binnen: 25 november 2000 | Can't fight the moonlight in de Mega top 100 - binnen: 25 november 2000 | Can't fight the moonlight in de Mega top 100 - binnen: 25 november 2000 | Can't fight the moonlight in de Mega top 100 - binnen: 25 november 2000 | Can't fight the moonlight in de Mega top 100 - binnen: 25 november 2000 | Can't fight the moonlight in de Mega top 100 - binnen: 25 november 2000 | Can't fight the moonlight in de Mega top 100 - binnen: 25 november 2000 | Can't fight the moonlight in de Mega top 100 - binnen: 25 november 2000 | Can't fight the moonlight in de Mega top 100 - binnen: 25 november 2000 |
| Week                                                                    | 1                                                                       | 2                                                                       | 3                                                                       | 4                                                                       | 5                                                                       | 6                                                                       | 7                                                                       | 8                                                                       | 9                                                                       | 10                                                                      | 11                                                                      | 12                                                                      | 13                                                                      | 14                                                                      | 15                                                                      | 16                                                                      | 17                                                                      | 18                                                                      | 19                                                                      | 20                                                                      | 21                                                                      | 22                                                                      |                                                                         |
| ----------------------------------------------------------------------- | ----------------------------------------------------------------------- | ----------------------------------------------------------------------- | ----------------------------------------------------------------------- | ----------------------------------------------------------------------- | ----------------------------------------------------------------------- | ----------------------------------------------------------------------- | ----------------------------------------------------------------------- | ----------------------------------------------------------------------- | ----------------------------------------------------------------------- | ----------------------------------------------------------------------- | ----------------------------------------------------------------------- | ----------------------------------------------------------------------- | ----------------------------------------------------------------------- | ----------------------------------------------------------------------- | ----------------------------------------------------------------------- | ----------------------------------------------------------------------- | ----------------------------------------------------------------------- | ----------------------------------------------------------------------- | ----------------------------------------------------------------------- | ----------------------------------------------------------------------- | ----------------------------------------------------------------------- | ----------------------------------------------------------------------- | ----------------------------------------------------------------------- |
| Nummer                                                                  | 38                                                                      | 8                                                                       | 4                                                                       | 2                                                                       | 1                                                                       | 1                                                                       | 1                                                                       | 2                                                                       | 2                                                                       | 4                                                                       | 6                                                                       | 7                                                                       | 9                                                                       | 11                                                                      | 20                                                                      | 27                                                                      | 42                                                                      | 51                                                                      | 59                                                                      | 61                                                                      | 65                                                                      | 78                                                                      | uit                                                                     |